# قائمة جزر إيطاليا

جزر إيطاليا

هذا المقال قائمة بالجزر الإيطالية.

## الجزر في البحر الأبيض المتوسط
- الجزر الأيولية
  - ليباري
  - باناريا
  - سالينا
  - سترومبولي
  - فولكانو
- الجزر الإيغادية
  - فافينيانا
  - ليفانزو
  - ماريتيمو
- أسينارا
- باربانا
- بيرجيجي
- فيردينانديا (بركان منغمر)
- الجزر الشيرادية
  - سان بييترو
  - سان باولو
- الجزر الفليغرية
  - كابري
  - إسكيا
  - نيزيدا
  - فيفارا
  - بروشيدا
- غالينارا
- أرخبيل مادالينا
  - بوديلي
  - كابريرا
  - لا مادالينا
  - سانتا ماريا
  - سانتو ستيفانو
  - سبارجي
  - راتسولي
- مولارا
- الجزر البلاجية
  - لامبيدوزا
  - لمبيوني
  - لينوزا
- بانتيليريا
- بالماريا
- الجزر البونتينية
  - غافي
  - بالمارولا
  - بونزا
  - سانتو ستيفانو
  - فينتوتيني
  - زانوني
- سانت أنتيوكو
- سان بييترو
- سردينيا
- صقلية
- تافولارا
- تينيتو
- تينو
- سانت أندريا
- الأرخبيل التوسكاني
  - كابرايا
  - إلبا
  - جيانوتري
  - جيغليو
  - غورغونا
  - مونتي كريستو
  - بيانوسا
- تريميتي
  - كابرارا
  - سان دومينو
  - سان نيكولا
  - كريتاكيو
  - بيانوزا
- أوستيكا
- بحيرات البندقية
  - بورانو
  - جيوديكا
  - ليدو
  - باليسترينا
  - مورانو
  - ايسولا دي سان ميكيلي
  - تورشيلو

## الجزر في البحيرات
- بحيرة بولسينا
  - جزيرة بيزينتينا
  - جزيرة مارتانا
- بحيرة كومو
  - جزيرة كوماشينا
- بحيرة غاردا
  - جزيرة غاردا
  - جزيرة سان بياجيو
  - ايسولا ديل اوليفو
  - ايسولا ديل سونيو
  - ايسولا ديل تريميلوني
- بحيرة إيزيو
  - مونتيسولا
- بحيرة ماغيوري
  - الجزر البيرومية
    - ايسولا بيلا
    - ايسولا مادري
    - سكوغليو ديلا ماغيري
    - ايسولا دي بيسكاتوري أو (أيسولا سوبيوري)
    - ايسولينو دي سان جيوفاني

  - كاستيلي دي كانيرو
  - ايسولينو بارتيغورا
- بيحرة أورتا
  - ايسولا سان جوليو
- بحيرة تراسيمينو
  - ايسولا بولفيزي
  - ايسولا ماغيوري
  - ايسولا مينيوري

## جزر في أنهار
- التيبر
  - ايسولا تيبيرينا